# Nickar
Nickar va ser citat com un dimoni o esperit en el Dictionnaire Infernal. En la mitologia escandinava, teutònica i saxona, nicks o nickars són esperits d'aigua malevolents que ofeguen persones, turment pescadors, bolquen les barques i els llencen sobre els topalls dels arbres de la costa. Segons la mitologia, nickars o hnickars patrullen les aigües dels fiords escandinaus, on causen tempestes, huracans, calamarsades i torbes. Posseeixen cues de peix i freqüentment se sentin a prop de l'aigua, pentinant amb algues els llargs cabells verds o rossos uns dels altres, tocant arpa o cantant. Com les sirenes, arrosseguen al fons del mar qualsevol un que s'aproximi massa.
Els nickars són descendents malèfics dels tritons i sirenes, o de les nimfes de l'Elba i Gaal, els nixies, quins són esperits d'aigua amables i benèvols, coneguts per rescatar pescadors extraviats. Aquestes divinitats menors d'aigua, de vegades van deixar l'aigua per a assistir celebracions i festivals de balla del foc, on ballen i confraternitzen amb els pescadors locals.